# Jimmie Ericsson
Jimmie Ericsson (* 22. Februar 1980 in Skellefteå) ist ein ehemaliger schwedischer Eishockeyspieler, der über viele Jahre für den Skellefteå AIK in der Svenska Hockeyligan auf der Position des Stürmers aktiv war. Sein Vater Sven Eriksson war und sein jüngerer Bruder Jonathan Ericsson ist ebenfalls professioneller Eishockeyspieler.

## Karriere
Ericsson, der einer eishockeybegeisterten Familie entstammt, spielte in seiner Juniorenzeit beim HC Vita Hästen. Anschließend lief er bis 1999 für den Södertälje SK auf, bevor zu seinem Juniorenklub zurückkehrte. Inzwischen bei den Senioren, ging er in der drittklassigen Division 1 bis 2002 für die Mannschaft auf Torejagd.
Vor der Saison 2002/03 kehrte der Stürmer in seine Geburtsstadt zurück und spielte für den Skellefteå AIK in der zweitklassigen HockeyAllsvenskan. Trotz dreimaliger Teilnahme an der Kvalserien gelang dem Team der Aufstieg in die Elitserien nicht. Daraufhin verließ Ericsson den Klub und spielte in der Saison 2005/06 für Leksands IF in der Elitserien. Nachdem Skellefteå im Frühjahr 2006 im vierten Anlauf den Aufstieg in die schwedische Eliteliga geschafft hatte, kehrte Ericsson zurück. Am Ende der Spielzeit 2010/11 feierte der inzwischen zum Assistenzkapitän ernannte Angreifer den größten Erfolg mit dem Team seit dem Schwedischen Meistertitel im Jahr 1978. In den Playoffs errangen die Nordschweden die Vizemeisterschaft. 2013 und 2014 konnte dieser Erfolg mit dem Gewinn des schwedischen Meistertitels noch übertroffen werden.
Nach 8 Spielzeiten und 492 Spielen in Schweden beim Skellefteå AIK entschied sich Ericsson für einen Wechsel ins Ausland und unterschrieb am 28. Mai 2014 einen Einjahresvertrag beim SKA Sankt Petersburg aus der KHL und gewann mit diesem 2015 den Gagarin-Pokal.
Vor der Saison 2015/16 kehrte Ericsson wieder zum Skellefteå AIK nach Schweden zurück. 2016 und 2018 gewann er mit dem SAIK jeweils die schwedische Vizemeisterschaft.
Nach einer schweren Verletzung im Februar 2019 entschied er sich im Januar 2020, seine Karriere zu beenden.

### International
Ericsson vertrat sein Heimatland bei den Weltmeisterschaften 2010 in Deutschland, 2011 in der Slowakei und 2013 in Schweden und Finnland. Im Jahr 2010 gewann er mit den Schweden die Bronzemedaille, bevor er 2013 mit der Mannschaft die Goldmedaille gewinnen konnte. Bei den Olympischen Spielen 2014 gewann er mit der schwedischen Nationalmannschaft die Silbermedaille. Bei der Weltmeisterschaft im gleichen Jahr erreichte er mit den Tre Kronor erneut den dritten Platz.

## Erfolge und Auszeichnungen
- 2010 Bronzemedaille bei der Weltmeisterschaft
- 2011 Schwedischer Vizemeister mit Skellefteå AIK
- 2011 Silbermedaille bei der Weltmeisterschaft
- 2013 Schwedischer Meister mit Skellefteå AIK
- 2013 Guldpucken, Peter Forsberg Trophy
- 2013 Goldmedaille bei der Weltmeisterschaft
- 2014 Silbermedaille bei den Olympischen Winterspielen
- 2014 Schwedischer Meister mit Skellefteå AIK
- 2014 Bronzemedaille bei der Weltmeisterschaft
- 2015 Gagarin-Pokal-Gewinn mit SKA Sankt Petersburg

## Elitserien-Statistik
(Stand: Ende der Saison 2018/19)